# هوليدي (تكساس)
هوليدي (بالإنجليزية: Holiday Lakes, Texas)‏ هي بلدة أمريكية تقع في الولايات المتحدة في مقاطعة برازوريا، تكساس. يقدر عدد سكانها بـ 1,107 نسمة ومساحتها 2.5 كم2 وترتفع عن سطح البحر 11 متر.

## التركيبة السكانية
حدّد مكتب تعداد الولايات المتحدة بيانات التركيبة السكانية لهوليدي في تعداد الولايات المتحدة. في ما يلي، التركيبة السكانية حسب تعدادي 2000 و2010.

### تعداد عام 2000
بلغ عدد سكان هوليدي 1,095 نسمة بحسب تعداد عام 2000، وبلغ عدد الأسر 342 أسرة وعدد العائلات 261 عائلة مقيمة في البلدة. في حين سجلت الكثافة السكانية 432.8 نسمة لكل كيلومتر مربع (1,120.9/ميل2). وبلغ عدد الوحدات السكنية 412 وحدة بمتوسط كثافة قدره 162.8 لكل كيلومتر مربع (421.7/ميل2).
وتوزع التركيب العرقي للبلدة بنسبة 73.97% من البيض و2.65% من الأمريكيين الأفارقة و1.55% من الأمريكيين الأصليين و18.81% من الأعراق الأخرى و3.01% من عرقين مختلطين أو أكثر و47.21% من الهسبانيون أو اللاتينيون من أي عرق.
بلغ عدد الأسر 342 أسرة كانت نسبة 52% منها لديها أطفال تحت سن الثامنة عشر تعيش معهم، وبلغت نسبة الأزواج القاطنين مع بعضهم البعض 60.2% من أصل المجموع الكلي للأسر، ونسبة 7.9% من الأسر كان لديها معيلات من الإناث دون وجود شريك،  بينما كانت نسبة 8.2% من الأسر لديها معيلون من الذكور دون وجود شريكة وكانت نسبة 23.7% من غير العائلات. تألفت نسبة 18.7% من أصل جميع الأسر من عدة أفراد يعيشون في نفس المنزل ونسبة 7.3% كانت تتألف من شخص يعيش بمفرده يبلغ من العمر 65 عاماً أو أكثر. وبلغ متوسط حجم الأسرة المعيشية 3.20، أما متوسط حجم العائلات فبلغ 3.71.
بلغ العمر الوسطي للسكان 29.1 عاماً. وكانت نسبة 36.6% من القاطنين تحت سن الثامنة عشر، وكانت نسبة 8.5% بين الثامنة عشر والرابعة والعشرين عاماً، ونسبة 28.2% كانت واقعةً في الفئة العمرية ما بين الخامسة والعشرين والرابعة والأربعين عاماً، ونسبة 19.4% كانت ما بين الخامسة والأربعين والرابعة والستين، ونسبة 7.3% كانت ضمن فئة الخامسة والستين عاماً فما فوق. يوجد لكل 100 أنثى 105.8 ذكر، ويوجد لكل 100 أنثى في الثامنة عشر من عمرها فما فوق 107.2 ذكر.
بلغ متوسط دخل الأسرة في البلدة 33,938 دولارًا، أما متوسط دخل العائلة فبلغ 34,931 دولارًا. وكان متوسط دخل الذكور 29,750 دولارًا مقابل 19,750 دولارًا للإناث. وسجل دخل الفرد الخاص بالبلدة 12,463 دولارًا. وكانت نسبة 12% من العائلات ونسبة 15.8% من السكان تحت خط الفقر، وكان من هؤلاء نسبة 19.5% تحت سن الثامنة عشر ونسبة 6.6% في الخامسة والستين من العمر وما فوق.

### تعداد عام 2010
بلغ عدد سكان هوليدي 1,107 نسمة بحسب تعداد عام 2010، وبلغ عدد الأسر 334 أسرة وعدد العائلات 263 عائلة مقيمة في البلدة. في حين سجلت الكثافة السكانية 437.5 نسمة لكل كيلومتر مربع (1,133.1/ميل2). وبلغ عدد الوحدات السكنية 391 وحدة بمتوسط كثافة قدره 154.5 لكل كيلومتر مربع (400.2/ميل2).
وتوزع التركيب العرقي للبلدة بنسبة 76.78% من البيض و1.72% من الأمريكيين الأفارقة و0.36% من الأمريكيين الأصليين و0.09% من الأمريكيين ذوي الأصول الآسيوية و0.45% من سكان جزر المحيط الهادئ و18.79% من الأعراق الأخرى و1.81% من عرقين مختلطين أو أكثر و59.35% من الهسبانيون أو اللاتينيون من أي عرق.
بلغ عدد الأسر 334 أسرة كانت نسبة 50.6% منها لديها أطفال تحت سن الثامنة عشر تعيش معهم، وبلغت نسبة الأزواج القاطنين مع بعضهم البعض 60.2% من أصل المجموع الكلي للأسر، ونسبة 12.9% من الأسر كان لديها معيلات من الإناث دون وجود شريك،  بينما كانت نسبة 5.7% من الأسر لديها معيلون من الذكور دون وجود شريكة وكانت نسبة 21.3% من غير العائلات. تألفت نسبة 17.7% من أصل جميع الأسر من عدة أفراد يعيشون في نفس المنزل ونسبة 6% كانت تتألف من شخص يعيش بمفرده يبلغ من العمر 65 عاماً أو أكثر. وبلغ متوسط حجم الأسرة المعيشية 3.31، أما متوسط حجم العائلات فبلغ 3.78.
بلغ العمر الوسطي للسكان 29.2 عاماً. وكانت نسبة 32.4% من القاطنين تحت سن الثامنة عشر، وكانت نسبة 12% بين الثامنة عشر والرابعة والعشرين عاماً، ونسبة 24.8% كانت واقعةً في الفئة العمرية ما بين الخامسة والعشرين والرابعة والأربعين عاماً، ونسبة 24% كانت ما بين الخامسة والأربعين والرابعة والستين، ونسبة 6.8% كانت ضمن فئة الخامسة والستين عاماً فما فوق. وتوزع التركيب الجنسي للسكان بنسبة 49.1% ذكور و50.9% إناث.